# Frogger

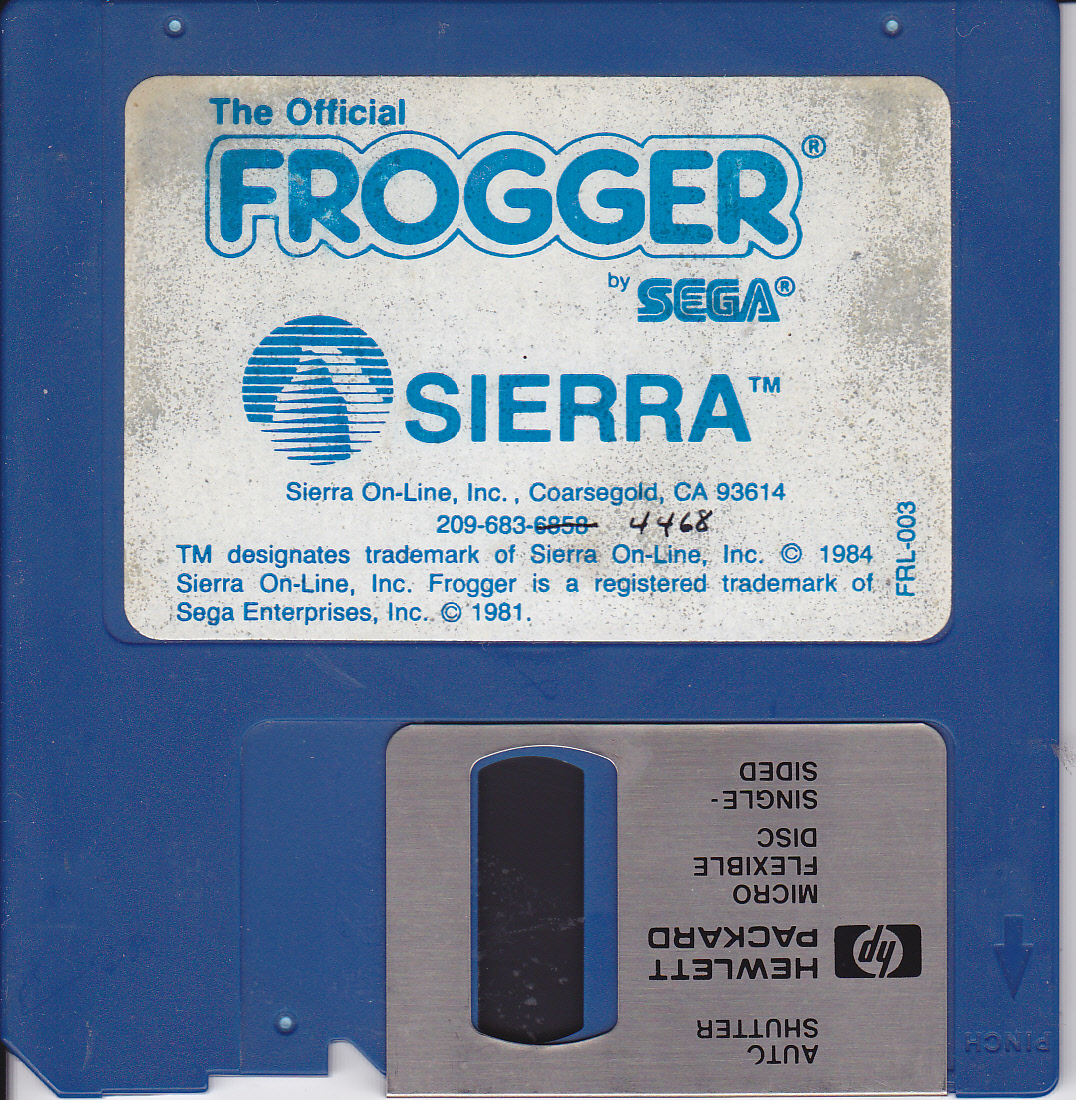

Frogger is een arcadespel uitgebracht in 1981. Het spel is ontwikkeld door Konami en uitgebracht door Sega/Gremlin.
Het spel staat vandaag de dag bekend als een klassieker. Het spel is nog steeds in veel verschillende versies terug te vinden op internet. Ook staat het vaak op verzamel-cd-roms(cd-roms met meerdere spellen) en is het als rom te downloaden voor emulators zoals bv. MAME. Tevens bestaan er een groot aantal vervolgen op, en klonen van het spel. Frogger staat in de top 10-videospellen van de Killer List of Videogames (KLOV).

## Gameplay
Doel van het spel is om een kikker vanaf de onderkant van het scherm de bovenkant te laten bereiken. Het scherm bestaat uit twee helften, gescheiden door een strook. In de eerste helft moet de kikker een weg oversteken door auto’s te ontwijken. In de tweede helft moet hij een rivier oversteken door op voorwerpen die op het water drijven te springen.
Elke speler begint met drie levens. De spelsituatie wordt van bovenaf gezien. De weergave is zo gemaakt dat de spelsituatie in zijn geheel zichtbaar is, en er geen stukken aanvankelijk buiten beeld zijn en pas later tevoorschijn komen. De speler begint met de kikker onderaan het scherm. De voertuigen op de weg en voorwerpen in de rivier bewegen zich meestal horizontaal, terwijl de kikker verticaal het scherm doorkruist. De voertuigen op de weg en de voorwerpen in de rivier bewegen hierbij in twee richtingen. Helemaal bovenaan het scherm zijn vijf aankomstplaatsen waar de kikker veilig aan land kan gaan, waarna de volgende kikker aan de oversteek gaat beginnen. Doel is om in elk van de vijf aankomstplaatsen 1 kikker te krijgen. Als dat lukt, gaat het spel door naar een tweede, lastiger, level.
De levels in het spel zijn voorzien van een tijdlimiet.
Op het weggedeelte van het scherm, de onderste helft, is het doel enkel om te zorgen dat de kikker niet wordt geraakt door een auto. In de rivier zijn er meer gevaren. Zo kan de kikker op een schildpad springen, maar moet deze wel verlaten voor deze onder duikt. Tevens zwemmen er in de rivier krokodillen en otters, en lopen er op de tussenstrook soms slangen.

## Score
- Succesvol een sprong naar voren maken: 10 punten.
- Een kikker naar een lege aankomstplaats aan de bovenkant van het scherm brengen: 50 punten
- 10 punten per seconde die nog over is op de timer.
- Een andere kikker naar de overkant begeleiden: 200 punten.
- Onderweg een vlieg vangen: 200 punten.
- Alle vijf kikkers succesvol naar de overkant brengen: 1000 punten.

## Andere platformen
Zoals veel arcadespellen van begin jaren 80 werd Frogger later overgezet op andere platformen. 
| Jaar | Platform |
| ---- | --- |
| 1981 | Arcade, PC-6001, TRS-80 |
| 1982 | Atari 8-bit, Odyssey 2, Tomy Tutor, ZX81                                                                                       |
| 1983 | Apple II, Atari 2600, Atari 5200, ColecoVision, Commodore 64, Dragon 32/64, Intellivision, MSX, PC Booter, TRS-80 CoCo, VIC-20 |
| 1984 | Macintosh, TI-99/4A, Jupiter Ace                                                                                               |
| 1997 | PlayStation, Windows |
| 1998 | Game Boy Color, Sega Mega Drive, SNES                                                                                          |
| 1999 | Game.Com |
| 2003 | BREW, J2ME |
| 2006 | Xbox 360 |
| 2008 | iPhone |
| 2010 | Android, Windows Phone |
| 2011 | iPad |

## Vervolgen
- Frogger II: Threeedeep! (1984)
- Frogger 3D (1997)
- Frogger 2: Swampy's Revenge (2000)
- Frogger: The Great Quest (2001)
- Frogger's Adventures: Temple of the Frog (2001)
- Frogger Advance: The Great Quest (2002)
- Frogger Beyond (2001)
- Frogger's Adventures 2: The Lost Wand (2002)
- Frogger's Journey: The Forgotten Relic (2003)
- Frogger's Adventures: The Rescue (2003)
- Frogger: Ancient Shadow (2005)
- Frogger: Helmet Chaos (2005)
- Frogger for Prizes (2005)
- Frogger's 25 Anniversary
- Frogger 25th, Frogger Evolution
- My Frogger Toy Trials (Nintendo DS) (2006)
- Frogger 2

## Froggerin popcultuur
- In 1983 werd Frogger gebruikt voor een animatiefilmpje in CBS' Saturday Supercade. De stem van de kikker werd hierin gedaan door Bob Sarlatte.
- Het spel werd gebruikt voor aflevering 168 van de serie Seinfeld.
- Robot Chicken bevat een parodie op Frogger.
- In 1982 namen Buckner en Garcia een nummer op genaamd "Froggy's Lament", waarin geluidseffecten uit het spel werden gebruikt.

## Trivia
- Het spel is opgenomen in het boek 1001 Video Games You Must Play Before You Die van Tony Mott.